# Індор (князівство)
Індорське князівство (*इंदौर रियासत, 1733—1948 роки) — держава на півострові Індостан, що утворилося в результаті розширення Імперії Маратха. Протягом 2-ї половини XVIII ст. відбувалися спроби розширити володіння, що призвело до конфліктів з магараджами Гваліору та Наґпуру. В результаті війн з Британською Ост-Індською компанією зазнало поразок, втративши значні території. У 1818 році встановлено британський протекторат. У 1948 році з утворення Республіки Індія князівство увійшло до штату Мадх'я-Бхарат (частина сучасного штату Мадх'я-Прадеш).

## Історія
Засновником держави став маратхський рід Холкарів, представники якого відзначилися на службі пешв Імперії Маратха. У 1733 році на території колишньої Малавської суби (провінції) Імперії Великих Моголів утворюється напівнезалежне князівство на чолі із Малхар Рао I. У 1734 році столицею стає місто Індор — з цього часу отримує назву Індорське князівство. Протягом 1740—1750-х років воно розширилося на північ майже до самого Делі та за рахунок східного Раджастхану. Втім поразка у 1761 році об'єднаних військ маратхів від афганців призвела до втрати значної частини північних володінь Індору. Водночас володарі Індору стають повністю незалежними з титулом магараджі. Столицю перенесено до Махешвару.
Водночас починається тривалий конфлікт з магараджами Гваліору та Наґпуру. У 1770-х роках з останніми було укладено мир завдяки посередництву Нани Фарнавіса, очільника Ради дванадцяти при пешві. Протистояння з Гваліором тривало до початку 1780-х років без успіху для магараджів Індору. наприкінці 1790-х років починаються нові війни з Гваліором, які завершилися перемогою у 1801 році.
Князівство бере участь у трьох війнах з Британською Ост-Індською компанією, проте магараджі Індору діють на власний розсуд без взаємодії з магараджами Наґпуру та Гваліору. Втім на відміну від останніх до 1817 року Індорське князівство залишається єдиним в Індії, якому британці не зуміли нав'язати субсидіарними договір, що обмежував владу магарджі. Проте після поразки у третій англо-маратхській війні у 1818 році Індор втратив значну частину земель, визнав протекторат британців. Столицю повернуто до Індору, де оселився резидент Британської Ост-Індської компанії.
Під час Сипайського повстання війська Індору підтримали британців. За це колоніальний уряд надав грошову компенсацію за втрачені під час третьої англо-маратхської війни землі. У 1861—1868 роках з Британською Індією було проведено деякий обмін територіями. У 1947 році Індор приєднався до Індійського домініону. У 1948 році — Індійського союзу (Республіка Індія). Остаточно усі папери було підписано у 1950 році.

## Державний устрій
Повнота політичної, військової та судової влади належала магараджі. При ньому перебувала рада міністрів на чолі із дівані (з 1926 року посада стала називатися прем'єр-міністр). Після встановлення британського протекторату, військова та часткова фінансова (у сфері податків) була обмежена рішеннями резидента. В часи Британської Індії магараджа Індору мав один з найвищих статусів серед магараджів, на честь нього повинно було здійснено 19 гарматних пострілів.
На 1941 році територія князівства становила 25.645 км² при населенні більш ніж 1,5 млн осіб. Була поділена на провінції, очільники яких призначалися магараджею (в колоніальний період там були присутні британські агенти за призначення Індорської резидентури). Провінції поділялися на менші області, а ті на села (загалом їх було 3368). Особливий статус мали великі (загалом їх було 7).

## Економіка

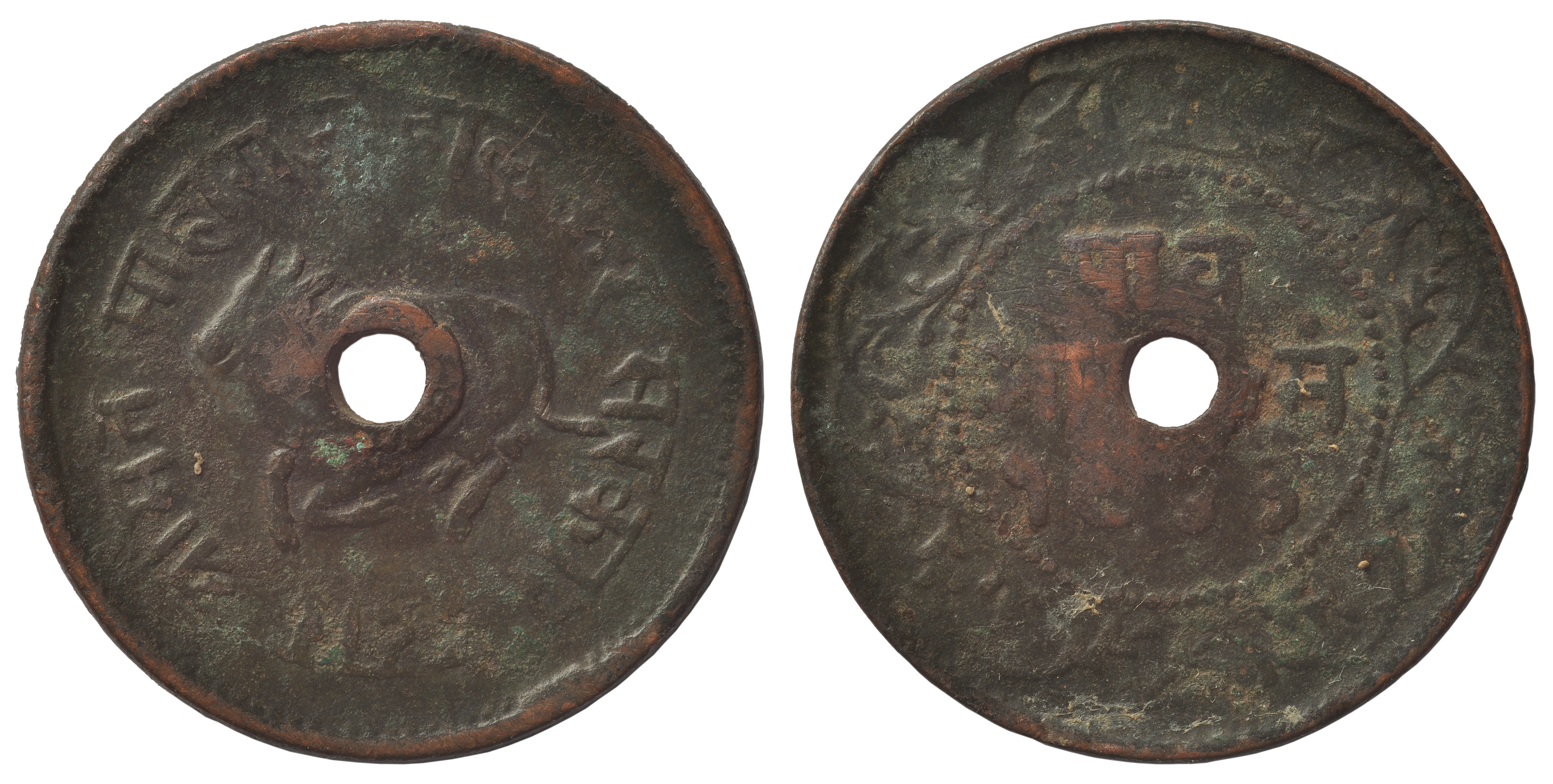
Паїса Індорського князівства

. Основними галузями було землеробство та ремісництво, частково скотарство. Протягом 1760-х років тодішня столиця Махешвар перетворюється на важливий ремісничий та торговельний центр Північної Індії та Деккану. Згодом славу торговельного, а за часів Британської Індії фінансового, центру перебирає Індор.
Впроваджено власну валюту анну, яка поділялася на 4 пайса, що в свою чергу дорівнювався 3 паям.
У 1860-х роках триває розбудова місцевої залізниці. Велику залізничну станцію в Індорі споруджено у 1875 році. У 1909 році в Індорі з'явилися ілюмінація на вулицях та електрика у будівлях. 1909 року засновано пожежну службу. 1902 року скасовано індорську анну, замінивши її рупією Британської Індії.

## Культура
Правителі та населення сповідували різні форми індуїзму. Водночас магараджі сповідували релігійну терпимість. Зводилися численні храми індуїстських божеств. Водночас столиці держави Індор та Махешвар було прикрашено численними палацами, парками, де поєдналися могольський, британський стилі.
Магараджі були покровителями поетів, що складали вірші мовою гінді. Серед них Моропант, Анантапханді, Крішналі Рам.

## Магараджі
- Малхар Рао I (1731—1766)
- Мале Рао (1766—1767)
- Ахіл'я Баї (1767—1795)
- Тукоджі Рао I (1795—1797)
- Каші Рао (1797—1799)
- Ясвант Рао I (1799—1811)
- Малхар Рао II (1811—1833)
- Мартанд Рао (1833—1834)
- Харі Рао (1834—1843)
- Ханде Рао (1843—1844)
- Тукоджі Рао II (1844—1886)
- Шиваджі Рао (1886—1903)
- Тукоджі Рао III (1903—1926)
- Ясвант Рао II (1926—1948)